# 數位電位器
數位電位器是一种数控电子元件。单片机通過數位電位器可以調整模拟信号。数字电位器一般由集成电路以及數位類比轉換器构成。大多数数字电位器仅使用易失性存储器。